# Аронник итальянский
Аро́нник италья́нский (лат. Ārum itālicum) — травянистое растение, вид рода Аронник семейства Ароидные (Araceae).

## Ботаническое описание

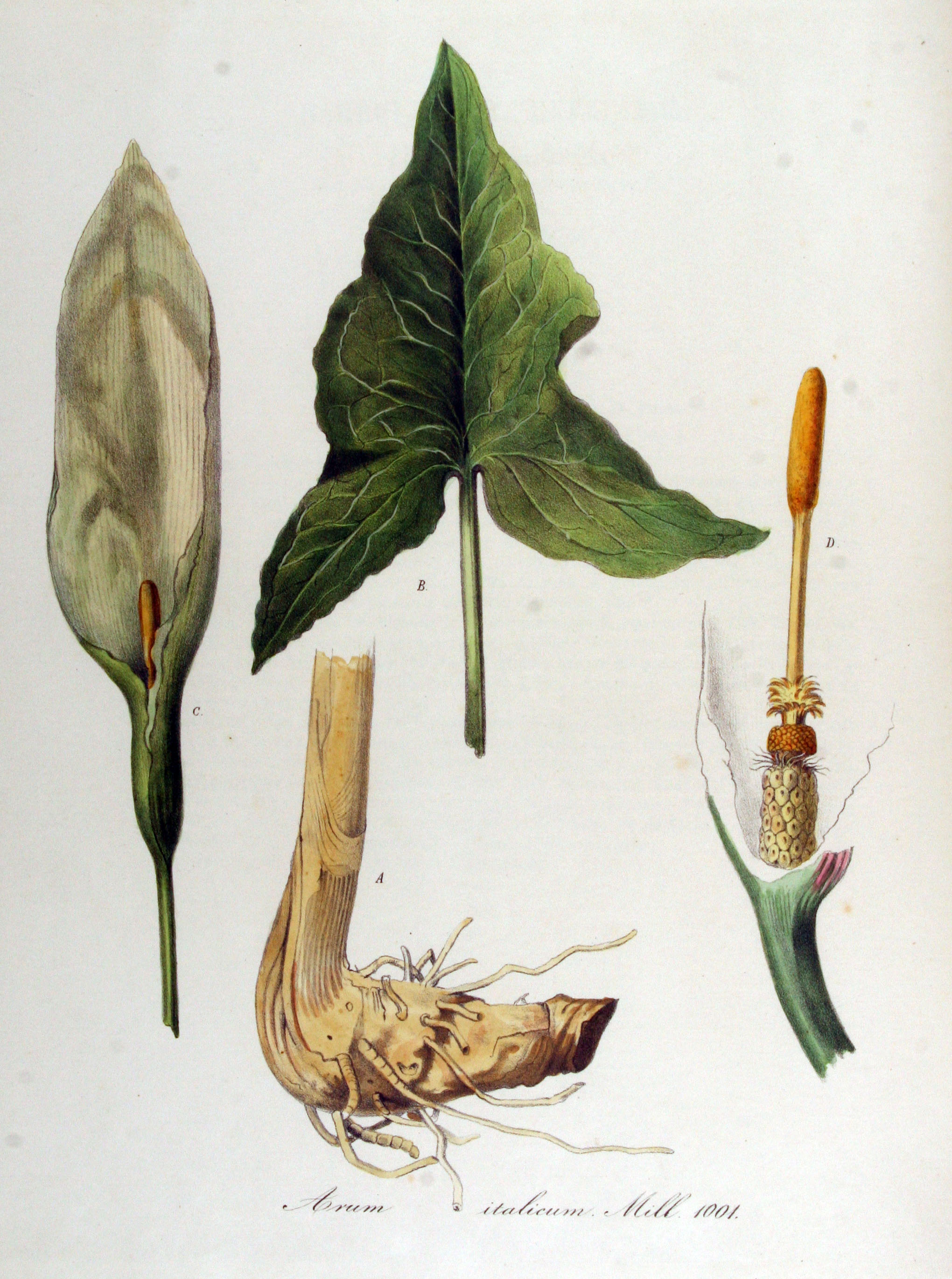

Многолетнее травянистое растение высотой от 20 до 80 см.
Листья имеют длину 9-40 см и ширину от 2 до 29 см.
Соцветия от 15 до 40 см. Покрывало от 11 до 38 см в длину, внутри белое, снаружи беловато-зелёное. Мужские цветки жёлтые до цветения. Период цветения длится с марта по май.
Ягоды 2,2—13 × 1,5—10, красные, яркие. От одного до четырёх семян на ягоду, 2,2—6 × 2,5—5 мм, яйцевидные.

## Распространение и среда обитания
Вид распространён в Северной Африке (северный Алжир, северное Марокко, северный Тунис), в Западной Азии (Турция), на Кавказе (Армения, Грузия, Россия — Предкавказье), в Европе (Великобритания, южная Швейцария, Украина, Албания, Болгария, страны бывшей Югославии, Греция (включая Крит), Италия (включая Сардинию и Сицилию), Крым, Франция (включая Корсику), Португалия (включая Мадейру), Гибралтар, Испания (включая Балеарские и Канарские острова).
Населяет влажные почвы, окраины сёл, сады, скалы, тенистые стены и изменённые[неизвестный термин] леса на высоте до 1720 м над уровнем моря.
Культивируется с 1683 года.

## Ботаническая классификация

### Синонимы
По данным The Plant List на 2013 год, в синонимику вида входят:
- Arisarum italicum (Mill.) Raf.
- Arum divaricatum Dulac, nom. illeg.
- Arum facchinii Porta ex Hruby
- Arum foetidum Salisb.
- Arum majoricense Chodat
- Arum modicense Sprenger
- Arum numidicum Schott
- Arum ponticum Schott
- Arum provinciale Sommier ex Hruby

|                                                        |  |  |
| Слева направо: соцветие и покрывало; листья; корневища |  |  |

## Фитотоксичность
A. italicum может содержать четыре-пять типов фитотоксинов: потенциально гемолитический сапонин арин, алкалоид, подобный кониину и нервный токсин, оксалат кальция, образующий местно раздражающие рафиды, и цианогенный гликозид.
Сообщается, что A. italicum непривлекателен для млекопитающих, включая морских свинок, крыс, мышей, собак, барсуков и свиней. Информации о токсичности этого растения мало. В 2021 году сообщалось, что виды Arum, содержащие оксалат и протеолитические ферменты, были источником интоксикации у двух собак в Италии. 